# 神道寺こしお
神道寺 こしお（しんどうじ こしお、1964年2月5日 - ）は、日本の女優。新潟県出身。身長157cm。プロダクション・タンク所属。

## 人物
方言は新潟弁。特技は落語芝居。

## 出演

### テレビドラマ
- 相棒 Season3 - 亀山正枝 役
- anego-アネゴ-
- アフリカの夜
- ありふれた奇跡
- 異議あり!女弁護士大岡法江
- いのちの器
- キイナ〜不可能犯罪捜査官〜（風見団地の住民）
- 絆
- 月曜ゴールデン 弁護士 - 一之瀬凛子 役
- 恋する日曜日
- こいまち
- 怖い日曜日
- 新花へんろ・風の昭和日記
- 生徒諸君!
- 女系家族
- はぐれ刑事純情派
- ハッピー 愛と感動の物語
- 非婚家族
- 編集王
- ホカベン
- 本当にあった怖い話
- 武蔵 MUSASHI
- めぞん一刻（方言指導）
- 世にも奇妙な物語
- リモート
- ストロベリーナイト・サーガ（2019年、フジテレビ） - 佐田の母 役

### 映画
- 影裏
- オーディション（看護婦）
- 菊次郎の夏
- 饗宴
- 虹の岬
- 秘密
- RAILWAYS 愛を伝えられない大人たちへ

### 舞台
- ウインダミア・レディ（ジェニファー）
- 工場物語
- COLORS2
- COPY
- Sayの風
- その角を曲がれば
- で・え・く
- とどまいの午後の惨事
- にせ八犬伝
- 人間の証明
- 花の下にて春死なん
- ハローネクストワン
- ひとりふたやく
- BOXX
- 真夏の夜の夢
- もぐら
- ヤッホーミー
- ロミオとフリージアのある食卓

### 劇場アニメ
- 名探偵コナン 沈黙の15分（2011年、掃除のおばちゃん）

### CF
- JAMO
- ヤンセン ファーマ

### VP
- クロネコヤマト
- 国税庁
- 総務省
- 東京都生涯スポーツクラブ
- 東京ミッドタウン
- 三基商事

### バラエティ
- TokYo,Boy

### ネット配信
- AKBホラーナイト アドレナリンの夜 第30話「同窓会」（2016年1月21日、ビデオパス・テレ朝動画）